# Fulvio Apollonio
Fulvio Apollonio (Umago, 19 settembre 1923 – Firenze, 14 aprile 2002) è stato un giornalista italiano, studioso e scrittore di filatelia e storia postale, e fondatore dell'Unione stampa filatelica italiana (Usfi).

## Biografia
Iniziò molto giovane l’attività giornalistica collaborando con Il Piccolo di Trieste, Il Gazzettino di Venezia, il Corriere Istriano di Pola, il Littoriale di Roma. Giornalista professionista dal 1º febbraio 1947, svolse la sua attività ai quotidiani bolognesi Rinascita (del C.L.N.), Progresso d’Italia e Pomeriggio. In gioventù ha pubblicato nel 1950 per l’editore senese Maia il volume di poesie “Ancora un uomo”; per l’editore Malipiero ha scritto numerosi libri per ragazzi, in parte firmati con lo pseudonimo F.A. Stone, fra essi “L’Olonese il terribile pirata”, “Caraibi in fiamme”, “Tortuga impero della filibusta”, “Cortez il conquistatore”. Passò nel 1954 al quotidiano La Nazione di Firenze dove operò per trent’anni come cronista giudiziario, vicecapocronista e, fino al 1982, capo della redazione Province. Corrispondente da Firenze di Milano Sera, Il Giorno, Il Mattino, Il Piccolo. 
Più volte consigliere nazionale della Federazione Nazionale Stampa Italiana (FNSI), dal 1976 consigliere nazionale dell’Ordine dei giornalisti, di cui per alcuni anni è stato componente del Comitato Esecutivo. 
Appassionato, fin dall’infanzia, di filatelia, ha fondato nel 1966 l’Unione stampa filatelica italiana (Usfi) , di cui è stato presidente  fino al 2002. Ha scritto e curato testi di storia postale e del collezionismo. Fra essi il volume “Il francobollo”, edito a Firenze da Vallecchi nel 1964, e la “Enciclopedia dei francobolli”, pubblicata sempre a Firenze da Sadea/Sansoni nel 1968. 
È morto a Firenze dopo una breve malattia il 14 aprile 2002.

## Il filatelista
Cominciò l’attività filatelica sui banchi della scuola, trovando consigli nel negozio triestino di via Roma dove Renato Mondolfo – pochi anni più anziano – aiutava il padre nel “salotto buono” del collezionismo della città. Iniziò a pubblicare su La Nazione dal 1954 una rubrica settimanale di filatelia (e successivamente anche di numismatica), poi per una decina d’anni al settimanale Epoca una rubrica d’informazione molto seguita dai lettori e per lo stesso periodo la rubrica settimanale sui francobolli sul Il Mattino di Napoli; quindi sul Corriere di Pordenone, su Toscana Oggi e sul Giornale della Toscana di Firenze e – alternata ad articoli su vari aspetti del collezionismo, una rubrica sul mensile fiorentino “Toscana Qui”. Collaboratore ordinario de Il Collezionista di Alberto Bolaffi dopo aver firmato numerosi articoli su Francobolli e su Filatelia di Luigi Raybaudi Massilia. Ha fatto parte dei comitati organizzatori di Italia ’76 a Milano – Italia ’85 a Roma – Italia ’92 a Genova – Italia ’98 a Milano e di varie edizioni di Milanofil.
Componente dall’origine della Consulta filatelica nazionale. Dal 1976 iscritto all’Albo d’oro della filatelia italiana.

## Opere
- Il Francobollo, Firenze, Vallecchi, 1964.
- Enciclopedia dei francobolli, Firenze, Sadea/Sansoni, 1968